# Miguel Araujo
Miguel Gianpirre Araujo Blanco (ur. 24 października 1994 w Limie) – peruwiański piłkarz występujący na pozycji środkowego obrońcy w amerykańskim klubie Portland Timbers oraz w reprezentacji Peru. Wychowanek Cobresol, w swojej karierze grał także w Sport Huancayo, Crvenej zvezdzie, Alianzie Lima, Talleres oraz FC Emmen.